# No-go-Theorem
Als No-go-Theorem wird in der theoretischen Physik und anderen mathematischen Wissenschaften ein Theorem bezeichnet, dessen Aussage die Unmöglichkeit bestimmter Prozesse oder Situationen unter den gegebenen Voraussetzungen ist.
Bekannte Beispiele sind der Zweite Hauptsatz der Thermodynamik (es gibt kein Perpetuum mobile zweiter Art), das Earnshaw-Theorem (die Maxwell-Gleichungen erlauben kein stabiles Gleichgewicht für ein Teilchen in elektrostatischen Feldern), das No-Cloning-Theorem (in der Quantenmechanik gibt es keinen Prozess, der einen beliebigen, unbekannten Quantenzustand kopiert) oder das Landauer-Prinzip (es ist unmöglich, ein Bit an Information zu löschen, ohne Wärme an die Umgebung abzugeben).

## Vorkommen und Verwendung
No-go-Theoreme kommen in vielen stark mathematisierten Gebieten der Wissenschaft vor, vor allem in der Theoretischen Physik.
Felder, in denen es zahlreiche einflussreiche No-go-Theoreme gibt, sind zum Beispiel die Statistische Physik und Grundlagen der Thermodynamik, die Grundlagen der Quantenmechanik und Quantenfeldtheorie oder die Quanteninformatik. Aber es gibt auch anwendungsnahe Beispiele wie das Earnshaw-Theorem der Elektrostatik oder die Antidynamo-Theoreme. Außerhalb der Physik gibt es entsprechende Sätze auch in der Philosophie, der Mathematik oder der Informatik.

## Verwendung
Werden die Aussagen eines No-go-Theorems durch die Messdaten eines Experiments verletzt, kann man dies als Widerlegung (Falsifikation) der Theorie auffassen, auf der das Theorem beruht. Ein bekanntes Beispiel dafür ist die Bellsche Ungleichung, die besagt, dass unter den Annahmen des lokalen Realismus bestimmte Korrelationen nicht oberhalb einer gegebenen Schranke liegen können. Die Vorhersagen der Quantenmechanik und die Ergebnisse von Bell-Experimenten zeigen eine Verletzung der Schranke und beweisen damit die Nichterfüllung mindestens einer der Voraussetzungen des Theorems in unserem Universum.
Andererseits lässt sich eine hypothetische Maschine (oder ein postulierter Effekt) als im Rahmen einer bestimmten Theorie unmöglich widerlegen, wenn man zeigen kann, dass sie ein No-go-Theorem der Theorie verletzt. Damit erübrigt sich dann, den Fehler in der Konstruktion des vorgeschlagenen Mechanismus zu suchen.

## Beispiele
- Thermodynamik: es gibt kein Perpetuum mobile zweiter Art.
- Mathematik: Quadratur des Kreises: es ist nicht möglich, bloß „mit Zirkel und Lineal“ aus einem Kreis ein Quadrat gleicher Fläche zu konstruieren.
- Informatik:
  - Halteproblem: es gibt keine Turingmaschine, die für jede Turingmaschine und jeden möglichen Input entscheidet, ob diese irgendwann anhält oder endlos weiterläuft (die Frage ist algorithmisch nicht entscheidbar).
  - Landauer-Prinzip: es ist nicht möglich, ein Bit an Information zu löschen, ohne eine Energie von wenigstens {\displaystyle {\displaystyle k_{\mathrm {B} }T\ln 2}} in Form von Wärme an die Umgebung abzugeben.
- Elektrodynamik
  - Cowlings Antidynamo-Theorem: ein achsensymmetrisches Magnetfeld kann nicht durch ebenfalls achsensymmetrische Bewegungen (z. B. eines Dynamos) aufrechterhalten werden.[6]
  - Earnshaw-Theorem: es ist nicht möglich, geladene Teilchen nur durch statische elektromagnetische Felder in ein stabiles Gleichgewicht zu bringen.
- Grundlagen der Quantenmechanik
  - Der Satz von Gleason: die Vorhersagen der Quantenmechanik können nicht durch Verborgene Variable erklärt werden.
  - Kochen-Specker-Theorem: es gibt kein nicht-kontextuelles Modell mit verborgenen Variablen, das die Vorhersagen der Quantenmechanik reproduziert.[7]
  - Bellsche Ungleichung: kein lokal-realistisches Modell kann die Vorhersagen der Quantenmechanik reproduzieren.[8]
- Quantenfeldtheorie
  - O’Raifeartaighs Theorem,[9] das später zum Coleman-Mandula-Theorem verallgemeinert wurde: Raumzeit-Symmetrien und interne Symmetrien können nicht auf nicht-triviale Weise kombiniert werden; das Haag-Łopuszański-Sohnius-Theorem zeigte einen Ausweg mittels Supersymmetrie auf.
  - Weinberg-Witten-Theorem: in der Quantenfeldtheorie können masselose Teilchen mit Spin {\displaystyle j>1/2} keinen Lorentz-kovarianten Strom tragen und masselose Teilchen mit Spin {\displaystyle j>1} keinen Lorentz-kovarianten Energie-Impuls-Tensor.
  - Haagsches Theorem: das Wechselwirkungsbild einer relativistischen Quantenfeldtheorie ist inkonsistent.
  - Nielsen-Ninomiya-Theorem: in der Diskretisierung einer Quantenfeldtheorie mit Fermionen kann es nicht unterschiedlich viele rechts- und linkshändige Teilchen geben.[10]
- Quanteninformatik
  - No-Cloning-Theorem: ein unbekannter Quantenzustand kann nicht perfekt kopiert werden.
  - No-programming theorem: es gibt keinen deterministischen universellen Quanten-Schaltkreis (quantum gate array), der auf ein Daten- und Programm-Quantenregister wirkt und in Abhängigkeit vom Zustand des Programmregisters jede gewünscht Transformation der Datenregisters implementiert.[11]
  - Kein Quanten-Bit-Committment: im Rahmen der Quantenmechanik gibt es kein bedingungslos sicheres Commitment-Verfahren.[12]